# Oorlogstein
Der Oorlogstein ist mit 2392 m der achthöchste Berg in Namibia und Teil der Auasberge südöstlich von Windhoek, einer rund 50 km langen Gebirgskette mit einer Breite von nur 10 km, die Kammlinie ist durchschnittlich auf 2.000 m.